# Дорожное строительство
Строительство дорог (Дорожное строительство) — отрасль строительства, занимающаяся проектированием, строительством, ремонтом, техническим обслуживанием и восстановлением дорог (автомобильных и подъездных), городских улиц, колонных путей, зимников и так далее.
В это понятие, как правило, входят управление, организация работ и надзор за состоянием дорог, оборудованием и техническими средствами, необходимыми для дорожно-строительных работ. Дорожно-строительные работы является сложной, трудоёмкой, дорогостоящей деятельностью, даже в самых благоприятных природно-климатических условиях: дорога (автодорога) должна удовлетворять множеству требований по качеству, надёжности, долговечности, пропускной способности, удобству использования и обслуживания и многому другому.
При этом, автомобильная дорога включает в себя комплекс функционально связанных конструктивных элементов и искусственных инженерных сооружений, специально предназначенных для обеспечения безопасного движения автомобильных и других транспортных средств с расчётными скоростями, нагрузками и габаритами, с заданной интенсивностью движения в течение длительного времени, а также участки земель, предоставленные для размещения этого комплекса, и пространство в пределах установленного габарита.

## История
Уже пещерные охотники и собиратели пытались обустроить удобные для себя тропы в дремучих лесах, по болотистой местности и в горах, чтобы быстрее преодолевать большие расстояния и приносить домой больше добычи:
1. вытаптывали, вырывали или скашивали высокую траву на своём пути;
2. обламывали цепляющие при ходьбе и при перенесении грузов ветки деревьев и кустов;
3. с горных уступов сталкивали вниз камни, загораживающие людям проходы, или опасно нависающие над путниками;
4. для уменьшения грязи, на натоптанные дорожки сыпали крупный песок, выкладывали их камнями и застилали травой;
5. выстилали гати стволами упавших деревьев и толстыми ветвями проходы по болотным топям и трясинам;
6. стали сооружать небольшие мосты через ручьи и небольшие речки из деревьев, камней и свисающих лиан;
7. наблюдали за состоянием привычных своих путей во время дождей, снегопадов, холодов и таяния снегов.

С изобретением колеса и приручением вьючных животных, роль дорог резко возросла, увеличилось их количество и улучшилось качество. Для удобного передвижения повозок потребовались дороги более широкие и с твёрдым покрытием. Теперь дороги стали моститься булыжниками, под которыми располагали слой крупнозернистого песка. Наиболее древние сохранившиеся дороги относятся к IV тысячелетию до н. э. — дорога у шумерского города Ур в Месопотамии, дорога рядом с городом Гластонбери и дорога Свит-Трек в Англии.
В больших государствах строительство дорог всегда имеет особое значение из-за необходимости быстро организовывать защиту отдалённых провинций, подвергшихся нападению извне, или самим совершить внезапные завоевательные походы, а также для развитой торговли, сбору дани, пошлин и почтовых служб. Так, уже́ в составе ассирийской армии имелись специальные подразделения, занимавшиеся строительством мостов и выравниванием дорог для боевых колесниц. В державе Ахеменидов при Дарии I (522—486 до н. э.) была построена царская дорога из Эфеса в Сарды и Сузы длиной 2,6 тыс. км. Во время правления основателя китайской династии Цинь — Цинь Шихуана (221—210 до н. э.) — сеть дорог общей длиной 7,5 тыс. км опоясывала страну; дороги были шириной 15 метров, с тремя полосами, причём, центральная полоса предназначалась для императора.
Наиболее развитая сеть дорог сложилась в Древнем Риме — к IV веку до н. э. общая длина римских дорог (с учётом грунтовых и гравийных) составила 300 тыс. км. Ширина римских дорог составляла обычно около 3,5 м, дороги также имели пятислойные дорожные одежды толщиной до 1 м; иногда дороги оборудовались колеёй для повозок, рядом с мощёной частью дороги располагались грунтовые тропы для вьючного и верхового транспорта. Дороги прокладывались длинными прямыми участками — римляне старались не строить объездных дорог, поэтому получались достаточно крутые подъёмы; на повороте дорогу расширяли в два раза, поскольку римские двухосные повозки не имели поворачивающейся передней оси. На римских дорогах стояли мильные камни или миллиарии — цилиндрические каменные столбы высотой 1,5—4 м и диаметром 50—80 см, на которых указывалось расстояние до Рима и имя императора.
В Средние века феодалы, помимо крепостных замков, строили дороги через свои земли, чтобы взимать плату за проезд с проезжающих по ним торговцев.
В 1706 году создан первый дорожный трест, для строительства хороших дорог, а к XIX веку в Англии было уже 1100 трестов, построивших 36,8 тыс. км дорог. «Бунты Ребекки» в Кармартеншире в 1839—1844 гг. привели к распаду системы дорожных трестов и к пересмотру оплаты проезда по дорогам.
В XIX веке широкое распространение получили железные дороги, однако в XX веке безусловным лидером по протяжённости стали автомобильные дороги.

## Проектирование дорог
Строительству дороги предшествует её проектирование (en:Highway engineering), при котором учитываются:
1. Кратчайшее расстояние между крайними пунктами дороги, возможность прокладки дороги вблизи других населённых пунктов или через них;
2. Возможности сократить длину дороги за счёт строительства мостов, дамб, путепроводов, тоннелей;
3. Опасности схождения с близлежащих гор лавин и камнепадов на дорогу;
4. Необходимость сноса сооружений, мешающих прокладыванию дороги;
5. Нарушения экологии, архитектурных ансамблей (если дорога планируется в старинном городе) и археологических раскопок;
6. Препятствия других линий коммуникаций (автомобильных и железных дорог, газо-нефтепроводы, теплотрассы, высоковольтные линии электропередач;
7. Общая стоимость строительства и последующей эксплуатации всей дорожной инфраструктуры;
8. Прогнозируемые преимущества использования этой дороги и расходы на её обслуживание.

Проектирование дорог может затягиваться многочисленными административными (иногда политическими) согласованиями, запретами, тяжбами, взятками, отказами от достигнутых договорённостей, и т. п.

## Современное строительство автодорог

### Подготовительный этап
Производятся: 
- Геодезическая разметка местности и корректировка местоположения будущих объектов строительства;
- Археологические раскопки;
- Переселение редких краснокнижных животных и заповедных растений с территории строительства дороги;
- В некоторых случаях, разминирование, обеззараживание и дезактивация местности.

До непосредственного сооружения самой дороги часто строят сначала самые сложные, дорогостоящие и долго сооружаемые объекты дорожного строительства, или провести мероприятия, без которых строящаяся дорога не сможет нормально функционировать:
1. Сооружение временных подъездных дорог и мостов для транспортировки тяжёлой строительной техники к сооружаемой дороге и к сопутствующим ей объектам;
2. Устройство рабочих посёлков для проживания строителей дороги, обслуживания мощной дорожной техники, добычи щебня и песка и для производства асфальта или бетона;
3. Мосты через реки и дамбы с протоками по пути следования строящейся дороги;
4. Эстакады через вязкие болота;
5. Осушение болот на пути сооружаемой трассы;
6. Погружение свай и шпунтов Ларсена[2] для укрепления ненадёжных глинистых болотных грунтов и предотвращения оползней и плывунов[3][4];
7. Удаление с участков из-под будущей дороги растительного слоя почвы и, порой многометрового, болотного торфа[5];
8. Вырубка в лесах просек, корчевание пней, удаление оставшихся в земле корней спиленных деревьев;
9. Расчистка участка будущей дороги от одиночных деревьев, мешающих строений, коммуникаций и мусора;
10. Земляные выемки в холмах для сглаживания крутых спусков/подъёмов и поворотов, опасных на будущей дороге при обледенении зимой;
11. Засыпки низин, возведение спрямляющих будущую дорогу насыпей;
12. Разработка ближайших карьеров для добычи щебня, песка и гравия, необходимых для сооружения качественного дорожного полотна;
13. Буровзрывные работы, тоннели и виадуки в горной местности;
14. Бурение и закачивание через скважины бетона (в случае обнаружения под землёй карстовых пустот).

### Насыпь и дорожная одежда
1. С поверхности земли снимается растительный слой почвы. Очищенный гунт выравнивается и утрамбовывается;
2. В низинах и в местах пересечений будущей дороги с ручьями устанавливаются водопропускные трубы достаточного диаметра и переливы под насыпью;
3. Укладывается геотекстиль, поверх которого  насыпается крупнозернистый песок, поливается водой, трамбуется и разравнивается. Высота насыпи — обычно 1,5-2 метра, в болотистых районах — ещё больше;
4. Пластиковая геосетка или георешётка, поверх которой насыпается и равняется слой щебня (не менее 25 сантиметров);
5. Укладывается и укатывается асфальт, иногда в два, или даже в три слоя;
6. Вынимаются керны после укладки нового асфальта, для лабораторного анализа качества укладки полотна[6].

Сквозь щебень и песок хорошо уходит дождевая и грунтовая воды из-под асфальта, не вызывая вспучивания дорожного покрытия. Поэтому толщина и ширина слоёв щебня и песка дорожной одежды должна быть достаточной, и даже с запасом.
Вместо асфальта, или под асфальт, на слой песка могут укладываться скреплённые между собой железобетонные плиты, или же непосредственно на дороге сварной каркас стальной арматуры заливаться цементобетоном, для увеличения срока службы автомобильных дорог. Железо-бетонирование дорог применяют обычно в зонах:
1. знойных пустынь (где чёрный асфальт на солнце нагревается и становится недопустимо мягким);
2. неустойчивых песчанистых грунтов;
3. с частыми землетрясениями (для уменьшения трещин в асфальте);
4. карстовых подземных вы́моин, провалов и шахт;
5. вечной мерзлоты;
6. на некоторых болотистых участках.

### Завершительный этап
Создание и установка: 
1. пологих откосов, сточных канав и отливных желобов;
2. канализационных люков-решёток (дождеприёмников), связанных с подземной дренажной системой, обеспечивающей достаточный отвод воды не только от самой дороги, но и от расположенных рядом с ней тротуаров и газонов;
3. барьерных ограждений , разделительных полос, тротуаров, бордюров и газонов;
4. дорожной разметки;
5. дорожных знаков;
6. светофоров и столбов освещения;
7. путепроводов транспортных развязок;
8. подземных, надземных переходов для пешеходов и экодуков для диких зверей.

## Упрощённое строительство автодорог
Поскольку создание скоростной дороги дорого обходится государству, то временные и редко используемые дороги строятся с нарушениями технологии строительства и ухудшением качества дорог. Некоторые дороги совсем не строятся, и представляют собою всего лишь продавленную после нескольких проездов техники по земле колею. Иногда легче проехать рядом по целине (по лугу), чем по такой дороге.
Способы сооружения грунтовых дорог существенно зависят от:
- рельефа местности (наличия гор и рек);
- прохождения дороги через лес;
- толщины растительного слоя;
- степени влажности (заболоченности);
- продолжительности зимы (отрицательной температуры воздуха).

### Обычные грунтовые дороги
Для уменьшения затрат на полноценное обустройство дорожной одежды, большую часть грунтовой дороги проводят по сухим (возвышенным) местам, а на каждом неизбежном пересечении пониженного сырого участка дорогой, поперёк под ней укладывается широкая труба и присыпается сверху песком, чтобы ручей в трубе беспрепятственно перетекал под дорогой. В некоторых случаях, через ручьи и небольшие речки автомобили перебираются в брод. Для пересечения рек в зимнее время обустраиваются ледовые переправы, а в летнее — паромы.
С целью уменьшения размокания (размягчения) дороги при таянии снега и после дождей, талую, дождевую и грунтовую воды стараются подальше отвести от дороги путём приподнятия этой дороги над соседними участками, поскольку вода стекает вниз. По обочинам дороги выкапывают водоотводные канавы, а саму дорогу посыпают толстым слоем щебня, гравия, шлака, асфальтовой крошки, измельчённых кирпичей или битого бетона.
В общих чертах, строительство грунтовой дороги происходит почти так же, как и строительство скоростных магистралей, только с существенно заниженными требованиями и без асфальтного покрытия:
1. Добивается разрешение компетентных государственных органов на строительство нужной дороги, с точным определением её маршрута;
2. Находятся необходимые денежные средства для оплаты строительства этой дороги, подходящие работники, строительная техника и строительные материалы;
3. Удаляется ненадёжный растительный слой до сухой глины из-под будущей насыпи;
4. Выравнивается и уплотняется основание (в виде большого корыта) будущей дороги;
5. Чтобы песок не проваливался и не тонул в размокающей глине, склонной к впитыванию влаги и размягчению, поверх глиняного основания расстилается геотекстиль[8][9];
6. Геотекстиль засыпают крупнозернистым песком, который равномерно распределяется и утрамбовывается виброплитой;
7. Поверх песка устанавливают георешётку;
8. Георешётку засыпают щебнем[10] (или гравием, шлаком, асфальтовой крошкой, измельчёнными кирпичами или битым бетоном), чтобы вся насыпь возвышалась над уровнем земли;
9. Затем щебень также насыпают с выравниванием бульдозером и грейдером, затем трамбуют дорожным катком. После этого грунтовая дорога считается готовой, и по ней можно открывать движение автотранспорта;
10. Если у заказчика дороги не достаточно средств на укладку полноценного асфальта, но есть желание продлить срок службы создаваемой дороги, и чтобы из-под колёс быстро проезжающих по ней автомобилей не вылетали камни и не поднималась пыль, то просушенный (прогретый) верхний слой дорожного покрытия из песка, гравия, щебня, шлака или измельчённых кирпичей и бетона скрепляется смешиванием с расплавленным битумом[11]. Обычно щебень только поливают расплавленным битумом в сухую погоду. Вместо битума можно расплавлять каменноугольную смолу (пек), древесный вар (сосновый дёготь), отслужившую резину, пластмассы, и производимые пиролизом из древесины, опавшей листвы, скошенной травы, пищевых отходов и подобного мусора синтетические смолы — липкие, нерастворимые водой, органические массы.[12]

### В гористой местности
При строительстве дороги в горах приходится проводить взрывные работы по предотвращению обвалов, селей и лавин, сооружать множество мостов и тоннелей. С уступов и других горизонтальных участков строящейся дороги счищается растительный слой, засыпается каменистыми породами, выравнивается и трамбуется. Далее, сухое каменистое покрытие дороги проливают расплавленным битумом.

### Лесные дороги
Для строительства дороги в лесу выпиливаются деревья в виде просеки. Оставшиеся пни выкорчёвываются, поверхность грунта выравнивается бульдозером и планиру́ется грейдером, после чего строится обычная грунтовая дорога.
В случаях сильной заболоченности (переувлажнения), место под будущей дорогой выстилается поваленными деревьями, которые сверху засыпаются окружающим грунтом, песком или гравием. Настил из стволов спиленных деревьев может сооружаться и приподнятым над землёй — с опорой на торчащие из земли пни и вывороченные коряги. С целью придания настилу ровной поверхности, стволы деревьев очищаются от сучков, коры и распиливаются вдоль на толстые доски, которые перед укладкой и скреплением железными скобами и большими гвоздями желательно подсушить. Чтобы защитить от влаги, трещин из-за морозов, плесени, насекомых-древоточцев, грызунов, солнечного ультрафиолетового излучения и воспламенения от искр из глушителей автомобилей, всю строительную древесину необходимо дополнительно пропитать водными, маслянистыми или спиртовыми антисептиками.
Чтобы без антисептиков в болотистой местности сохранить древесину, сплошной настил из брёвен и веток можно полностью погрузить под воду в трясине, присыпав землёй, а поверх — щебнем. Без доступа кислорода воздуха древесина такого настила становится морёным топляком, и десятки, и даже сотни, лет остаётся твёрдой, придавая грунтовой дороге, проходящей над настилом, необходимую жёсткость.

### Строительство дорог через болота
Значительную часть территории России, Канады, Финляндии и некоторых других стран покрывают труднопроходимые болота, с порою многометровым слоем мягкого торфа и разжиженной глины, что является большим препятствием строительству дорог. При этом поблизости негде взять большое количество твёрдых каменистых пород (гравия, щебня, крупнозернистого песка). Однако есть несколько способов построить дорогу даже в столь неблагоприятных условиях:
1. Удалить огромное количество растительного торфа и размокшей глины до твёрдого грунта, в который погрузить две сплошные стены из шпунтов Ларсена по обеим сторонам дороги, и засыпать всё пространство между шпунтами огромной насыпью щебня для проезда машин[24]. Этот способ самый очевидный, но и самый дорогостоящий. Кроме того, шпунт Ларсена может порваться от давления льда при сильных морозах;
2. Устроить дорогу на сваях, или на более мощных опорах эстакады, приподнимающихся над болотом;
3. Поверх многометрового торфа соорудить из связанных между собою просушенных и просмолённых брёвен гать — лежнёвку[25], по типу плавающего на поверхности болота понтонного моста;
4. Выворотить трактором растущие возле болотной дороги деревья и уложить их на дорожную трясину так, чтобы их корни образовали две параллельные бровки для удержания от стекания и сползания в стороны разжиженной земли, которой потом заваливаются поваленные деревья, вместе с ветками, травой, листвой и мхом. Под размоченной землёй деревянный настил без доступа воздуха не будет гнить, и при этом надёжно удерживать на себе всю земляную насыпь, поверху которой, после 3-5 дневного подсыхания, можно строить даже асфальтное дорожное покрытие;
5. Если под торфяником находится твёрдый грунт многолетней мерзлоты, то здесь проще соорудить круглогодичный зимник, сохраняя его от разрушающего тепла даже в летнее время. В период холодов, когда весь торф хорошо промёрзнет, покрыть участок дороги высоким слоем смеси снега, льда, мха, торфа, травы, древесных опилок, пенопласта, пенополиуретана и др., которые будут защищать под-дорожный лёд от непродолжительного летнего тепла;
6. Верхний слой (~ 20-30 см) торфа, поверх которого должна пройти дорога, можно забетонировать, смещав с водным раствором гашёной извести (или цемента, алебастра, летучей золы, силикатного клея, концентратом некоторых солей), который, постепенно смешиваясь с болотной водой и грязью, через несколько дней цементирует (сковывает) болотный грунт, поверх которого можно строить надёжную твёрдую дорогу[26].

### Зимники
Зимники — сезонные дороги, используемые только в холодное время года, когда непролазная грязь на болотах замерзает. После наступления осенне-зимних холодов, неустойчивая торфяно-глинистая толща земли в тундре промерзает, заледеневает и становится твёрдой. Особенно быстро замерзание поверхности земли происходит в зоне вечной мерзлоты. Твёрдая заледеневшая земля гораздо лучше подходит для передвижения любого автотранспорта, чем мягкая, водянистая и жидкая. Однако застывшую дорогу следует ещё разровнять и утрамбовать. Ровняют и  трамбуют мёрзлый грунт со снегом  не только с помощью отвалов бульдозеров, но и самодельными волокушами — брёвнами, сцеплёнными с лежащими на боку тяжёлыми шинами, например от трактора К-700.
Кроме того, необходимо также срезать мешающую проезду и обзору поросль мелких деревьев и кустарников вдоль созданного зимника, установить дорожные знаки, места связи, отдыха, заправки, ремонта.
Если зимник проходит не по ровному болоту, то необходимо максимально сглаживать участки крутых (гористых) спусков/подъёмов и поворотов, посыпать эти участки песком и щебнем для уменьшения аварийного скольжения на ледяной дороге.
Для продления срока использования зимника весной, и даже летом в криолитозоне, с целью предотвращения оттаивания, устраивается теплоизолирующий слой из уложенных на мёрзлом основании брёвен, засыпанных смесью снега со льдом или мхом, торфом, опилками, а также искусственными материалами (пенопластом, пенополиуретаном и др).
Для преодоления растаявшего от летнего тепла зимника, на всех его трясинах сооружаются гати — выступившую грязь застилают ветками деревьев, по которым уже можно проехать на автомобилях повышенной проходимости. Для остальных автомобилей поверх сорванных веток выкладывают бревенчатые настилы и присыпают их землёй. Зимник может стать круглогодичной дорогой, если во всех местах ледовых переправ через пересекающие его ручьи и реки будут обустроены достаточно надёжные водопропускные трубы, мосты, броды или паромные переправы.

### Ледовые переправы
Дорога через замёрзшие водоёмы (реки, каналы, водохранилища, озёра, болота, моря) по льду обустраиваются в холодное зимнее время. Для ледовой переправы выбираются не только самые узкие (короткие) места, но также анализируется толщина льда, возможность появления в нём трещин, полыньи в мелких местах из-за быстрого течения воды и выходов на поверхность относительно тёплых (иногда солёных) подземных вод, скопления пузырей подлёдного газа. Между встречными полосами движения автотранспорта оставляется большое расстояние (50-80 метров) — это снижает нагрузку на лёд.
Чтобы лёд на поверхности водоёма промерзал на большую толщину, с него сгребают выпавший снег, который здесь является теплоизолятором. На некотором удалении от дороги устраивается прорубь, из которой берётся холодная вода для намораживания (увеличения толщины) льда. При возможности, на лёд укладывается и поливается ледяной водой (вмораживается) деревянный настил.

### Военные дороги и колонные пути
Военными дорогами могут быть любые дороги. Тем не менее, военными дорогами чаще всего называют железо-бетонные дороги (народн. Бетонка), которые выдерживают особо тяжёлые нагрузки: танки, ракетовозы, различные тягачи и пр. При строительстве бетонных дорог, снимается растительный слой, выравнивается и трамбуется глиняное основание, стелется геоткань, на которую насыпается крупный песок. Верхнее покрытие бетонных дорог бывают двух видов:
1. Скреплённые между собою железо-бетонные плиты;
2. Залитый с помощью опалубки непосредственно на дороге сплошной железобетонный монолит.

Стальная арматура внутри бетона имеет с ним почти одинаковый коэффициент теплового расширения. Чтобы избежать разрушения от летне/зимних перепадов температур, между железо-бетонными плитами оставляют небольшой зазор (как и между железнодорожными рельсами). Назойливый стук колёс на стыках железо-бетонных плит вызывает у водителей и пассажиров автомобилей неприятные ощущения. Поэтому в некоторых странах дорожные железо-бетонные плиты изготавливаются не прямоугольными (с углами 90°), а ромбовидными — с углами 45° и 135°. Между железобетонными монолитами также под острым углом примерно через каждые 10 метров (расстояние зависит от местных климатических условий) делается деформационный шов.

### Карьеры
Дороги в карьеры часто спускаются по спирали. Они рассчитаны на проезд очень тяжёлых грузовиков, типа "БелАЗ"

## Используемая техника
Дорожная техника — различная техника и механизмы, применяемые при строительстве дорог:
- Машины для подготовительных работ (для предварительной подготовки площадки к проведению строительных работ): кусторезы, корчеватели, рыхлители.
- Землеройные машины: бульдозеры, экскаваторы, скреперы.
- Машины для укладки и обслуживания дорожных покрытий: дорожные фрезы, асфальтоукладчики, катки.
- Машины для производства и транспортирования бетонных смесей: бетоносмесители, автобетоносмесители, автоцементовозы, бетононасосы.
- Дробильно-сортировочное оборудование: дробильные машины (дробилки), сортировочные машины (грохоты).
- Грузоподъёмные машины: подъёмные краны, подъёмные установки, погрузчики.
- Машины для строительства искусственных сооружений (оборудование для свайных работ и пр.): дизель-молоты, вибромолоты, вибропогружатели.
- Машины для очистки дорог: снегоуборочные машины, тротуароуборочные машины.

Машины для ресайклинга — технологии укрепления (стабилизации) грунтов, путём предварительного фрезерования и дробления старого асфальта, смешения асфальтового гранулята с различными вяжущими веществами, и последующей укладкой образовавшейся смеси на дорогу.
материалы
- Георешётка#В автодорожном строительстве
- Базальтовое волокно#В строительстве
- Композитная арматура#Применение

## В России
- Автомобильные дороги России[36]
- Федеральное дорожное агентство
- Служба дорожной инспекции и организации движения (ДИиОД)[источник не указан 741 день]
- Московский автомобильно-дорожный государственный технический университет (МАДИ)

- Дорожные войска России
- Федеральное агентство специального строительства